# الی یابلونوویچ
 الی یابلونوویچ (انگلیسی: Eli Yablonovitch؛ زاده ۱۵ دسامبر ۱۹۴۶) یک دانشمند اهل ایالات متحده آمریکا است.